# Cenchrus agrimonioides
Cenchrus agrimonioides е вид растение от семейство Житни (Poaceae). Видът е критично застрашен от изчезване.

## Разпространение
Разпространен е в САЩ.